# Alfred E. Santangelo

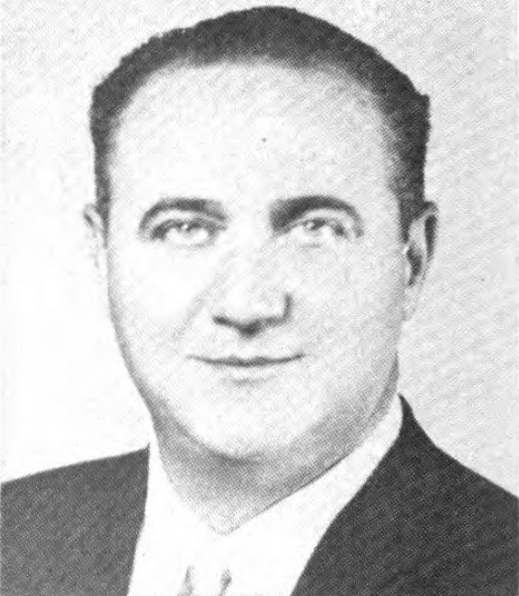
Alfred E. Santangelo (1961)

Alfred Edward Santangelo (* 4. Juni 1912 in New York City; † 30. März 1978 in Orlando, Florida) war ein US-amerikanischer Jurist und Politiker. Zwischen 1957 und 1963 vertrat er den Bundesstaat New York im US-Repräsentantenhaus.

## Werdegang
Alfred Edward Santangelo wurde ungefähr zwei Jahre vor dem Ausbruch des Ersten Weltkrieges in New York City geboren. Er besuchte öffentliche Schulen. Seinen Bachelor of Arts machte er 1935 am City College of New York und 1938 seinen Bachelor of Laws an der Columbia University School of Law. Er erhielt 1939 seine Zulassung als Anwalt und begann dann in New York City zu praktizieren. Als stellvertretender Bezirksstaatsanwalt war er 1945 tätig. Er saß zwischen 1947 und 1950 sowie zwischen 1953 und 1956 im Senat von New York. Politisch gehörte er der Demokratischen Partei an.
Bei den Kongresswahlen des Jahres 1956 für den 85. Kongress wurde Santangelo im 18. Wahlbezirk von New York in das US-Repräsentantenhaus in Washington, D.C. gewählt, wo er am 4. Januar 1957 die Nachfolge von James G. Donovan antrat. Er wurde zwei Mal in Folge wiedergewählt. Im Jahr 1962 erlitt er bei seiner Wiederwahlkandidatur eine Niederlage und schied nach dem 3. Januar 1963 aus dem Kongress aus.
Nach seiner Kongresszeit ging er wieder seiner Tätigkeit als Anwalt nach. Als Delegierter nahm er 1967 an der verfassunggebenden Versammlung von New York teil. Er lebte in der Bronx. Am 30. März 1978 starb er in Orlando und wurde dann auf dem Calvary Cemetery in Woodside (Queens) beigesetzt.